# Puntate di Melevisione (quattordicesima stagione)
La prima parte (ep. 1-50) della quattordicesima stagione di  Melevisione è stata trasmessa dal 19 dicembre 2011 al 24 febbraio 2012 su Rai Yoyo. La seconda parte (ep. 51-100) è andata in onda dal 2 aprile all'8 giugno 2012.
In questa edizione entrano a far parte del cast tre nuovi personaggi: Cuoco Danilo, il nuovo cuoco di corte che sarà presente ogni venerdì ne Le ricette di Melevisione e mostrerà come preparare tante ricette facili sempre accompagnato da uno dei personaggi del Fantabosco; Gnomo Martino, lo gnomo postino del Fantabosco e Gatta Sibilla la nuova gatta di corte.

## Cast
| Personaggio       | Interprete         |
| ----------------- | ------------------ |
| Milo Cotogno      | Lorenzo Branchetti |
| Lupo Lucio        | Guido Ruffa        |
| Regina Odessa     | Carlotta Jossetti  |
| Re Giglio         | Enrico Dusio       |
| Fata Lina         | Paola D'Arienzo    |
| Strega Varana     | Zahira Berrezouga  |
| Balia Bea         | Licia Navarrini    |
| Orco Manno        | Diego Casalis      |
| Orchessa Orchidea | Barbara Abbondanza |
| Vermio Malgozzo   | Riccardo Forte     |
| Radio Gufo        | Riccardo Forte     |
| Shirin Scintilla  | Valentina Bartolo  |
| Cuoco Danilo      | Danilo Bertazzi    |
| Gnomo Martino     | Armando Pizzuti    |
| Gatta Sibilla     | Ilaria Fratoni     |

## Episodi
Gli episodi evidenziati in giallo sono stati inclusi ne I Classici della Melevisione. Gli episodi evidenziati in grigio appartengono alla rubrica Le ricette di Melevisione.
| N. episodio | Titolo                                                   | Prima TV ita     | Personaggi presenti                                             |
| ----------- | -------------------------------------------------------- | ---------------- | --------------------------------------------------------------- |
| 1           | L'ospite invisibile                                      | 19 dicembre 2011 | Milo Cotogno, Principessa Odessa, Balia Bea, Vermio Malgozzo    |
| 2           | Il ritratto di Grifo                                     | 20 dicembre 2011 | Lupo Lucio, Principe Giglio, Balia Bea, Vermio Malgozzo         |
| 3           | Fuoco di drago                                           | 21 dicembre 2011 | Milo Cotogno, Principessa Odessa, Fata Lina, Orco Manno         |
| 4           | La rosa stregata                                         | 22 dicembre 2011 | Milo Cotogno, Lupo Lucio, Principe Giglio, Strega Varana        |
| 5           | Le ricette di Melevisione: Un dolce regale               | 23 dicembre 2011 | Cuoco Danilo, Principessa Odessa                                |
| 6           | Il grande giorno                                         | 26 dicembre 2011 | Milo Cotogno, Regina Odessa, Re Giglio, Strega Varana           |
| 7           | Come Cappuccetto                                         | 27 dicembre 2011 | Lupo Lucio, Balia Bea, Vermio Malgozzo, Shirin Scintilla        |
| 8           | Un castello per giocare                                  | 28 dicembre 2011 | Fata Lina, Strega Varana, Orchessa Orchidea, Shirin Scintilla   |
| 9           | Incantesimi e regali                                     | 29 dicembre 2011 | Milo Cotogno, Lupo Lucio, Fata Lina, Vermio Malgozzo            |
| 10          | Le ricette di Melevisione: I ragni di Strega Varana      | 30 dicembre 2011 | Cuoco Danilo, Strega Varana                                     |
| 11          | Lo stile di Vermio                                       | 2 gennaio 2012   | Milo Cotogno, Strega Varana, Vermio Malgozzo, Orchessa Orchidea |
| 12          | Una famiglia per Shirin                                  | 3 gennaio 2012   | Milo Cotogno, Orco Manno, Orchessa Orchidea, Shirin Scintila    |
| 13          | Una collezione da strega                                 | 4 gennaio 2012   | Milo Cotogno, Lupo Lucio, Fata Lina, Strega Varana              |
| 14          | Un Vermio da biblioteca                                  | 5 gennaio 2012   | Milo Cotogno, Regina Odessa, Balia Bea, Vermio Malgozzo         |
| 15          | Le ricette di Melevisione: I biscotti leprotti           | 6 gennaio 2012   | Cuoco Danilo, Lupo Lucio                                        |
| 16          | La strega addormentata nel bosco                         | 9 gennaio 2012   | Milo Cotogno, Fata Lina, Re Giglio, Strega Varana               |
| 17          | La fontana del Re                                        | 10 gennaio 2012  | Lupo Lucio, Fata Lina, Re Giglio, Orco Manno                    |
| 18          | Una strega nei guai                                      | 11 gennaio 2012  | Milo Cotogno, Re Giglio, Balia Bea, Strega Varana               |
| 19          | Bumbo di neve                                            | 12 gennaio 2012  | Milo Cotogno, Lupo Lucio, Orchessa Orchidea, Shirin Scintilla   |
| 20          | Le ricette di Melevisione: Una pizza da regina           | 13 gennaio 2012  | Cuoco Danilo, Regina Odessa                                     |
| 21          | Obbedisci, Lupo Lucio!                                   | 16 gennaio 2012  | Milo Cotogno, Lupo Lucio, Re Giglio, Orchessa Orchidea          |
| 22          | La scopa magica                                          | 17 gennaio 2012  | Fata Lina, Balia Bea, Strega Varana, Vermio Malgozzo            |
| 23          | Un'ombra alla reggia                                     | 18 gennaio 2012  | Regina Odessa, Fata Lina, Balia Bea, Strega Varana              |
| 24          | Il fungo gigante                                         | 19 gennaio 2012  | Milo Cotogno, Lupo Lucio, Regina Odessa, Orco Manno             |
| 25          | Le ricette di Melevisione: Un bumbo per Orchidea         | 20 gennaio 2012  | Cuoco Danilo, Orchidea                                          |
| 26          | Un lupo a carica                                         | 23 gennaio 2012  | Milo Cotogno, Lupo Lucio, Regina Odessa, Balia Bea              |
| 27          | Le fate dell'arcobaleno                                  | 24 gennaio 2012  | Milo Cotogno, Fata Lina, Strega Varana, Vermio Malgozzo         |
| 28          | L'astronave misteriosa                                   | 25 gennaio 2012  | Milo Cotogno, Lupo Lucio, Re Giglio, Orchessa Orchidea          |
| 29          | La strega con gli stivali                                | 26 gennaio 2012  | Milo Cotogno, Re Giglio, Strega Varana, Orco Manno              |
| 30          | Le ricette di Melevisione: I gelati degli orchetti       | 27 gennaio 2012  | Cuoco Danilo, Orco Manno                                        |
| 31          | Balia Bea, inviata speciale                              | 30 gennaio 2012  | Lupo Lucio, Regina Odessa, Balia Bea, Strega Varana             |
| 32          | Una fiaba per Odessa                                     | 31 gennaio 2012  | Lupo Lucio, Regina Odessa, Balia Bea, Strega Varana             |
| 33          | Tre pecore e un lupo                                     | 1º febbraio 2012 | Milo Cotogno, Lupo Lucio, Re Giglio, Orchessa Orchidea          |
| 34          | Lo gnomo postino                                         | 2 febbraio 2012  | Milo Cotogno, Lupo Lucio, Strega Varana, Gnomo Martino          |
| 35          | Le ricette di Melevisione: I ladri di Vermio             | 3 febbraio 2012  | Cuoco Danilo, Vermio Malgozzo                                   |
| 36          | Il volo magico                                           | 6 febbraio 2012  | Milo Cotogno, Strega Varana, Orco Manno, Shirin Scintilla       |
| 37          | Il tesoro del regno                                      | 7 febbraio 2012  | Regina Odessa, Re Giglio, Balia Bea, Vermio Malgozzo            |
| 38          | L'orco delle nevi                                        | 8 febbraio 2012  | Milo Cotogno, Balia Bea, Orco Manno, Shirin Scintilla           |
| 39          | Un regalo di cristallo                                   | 9 febbraio 2012  | Milo Cotogno, Regina Odessa, Strega Varana, Vermio Malgozzo     |
| 40          | Le ricette di Melevisione: Pomodoro con sorpresa         | 10 febbraio 2012 | Cuoco Danilo, Orchessa Orchidea                                 |
| 41          | Una Gatta per la Regina                                  | 13 febbraio 2012 | Milo, Lupo Lucio, Regina Odessa, Gatta Sibilla                  |
| 42          | La magica sfera                                          | 14 febbraio 2012 | Milo Cotogno, Strega Varana, Orco Manno, Shirin Scintilla       |
| 43          | Il minestregone di Strega Varana                         | 15 febbraio 2012 | Balia Bea, Strega Varana, Orco Manno, Shirin Scintilla          |
| 44          | La corona di Re Ulivo                                    | 16 febbraio 2012 | Milo Cotogno, Lupo Lucio, Re Giglio, Balia Bea                  |
| 45          | Le ricette di Melevisione: Le pepite di Grifo            | 17 febbraio 2012 | Cuoco Danilo, Vermio Malgozzo                                   |
| 46          | La stella di Fata Lina                                   | 20 febbraio 2012 | Milo Cotogno, Fata Lina, Vermio Malgozzo, Orco Manno            |
| 47          | Città Laggiù cercasi                                     | 21 febbraio 2012 | Milo Cotogno, Lupo Lucio, Shirin Scintilla, Gatta Sibilla       |
| 48          | La chiave perduta                                        | 22 febbraio 2012 | Milo Cotogno, Fata Lina, Vermio Malgozzo, Gnomo Martino         |
| 49          | La gelosia di Re Giglio                                  | 23 febbraio 2012 | Balia Bea, Lupo Lucio, Regina Odessa, Re Giglio                 |
| 50          | Le ricette di Melevisione: Un salame dolcerrimo          | 24 febbraio 2012 | Cuoco Danilo, Orco Manno                                        |
| 51          | Un allevamento stregato                                  | 2 aprile 2012    | Milo Cotogno, Regina Odessa, Strega Varana, Gnomo Martino       |
| 52          | Specchio di Fata                                         | 3 aprile 2012    | Milo Cotogno, Fata Lina, Strega Varana, Orchessa Orchidea       |
| 53          | Un tesoro di gallina                                     | 4 aprile 2012    | Lupo Lucio, Regina Odessa, Balia Bea, Vermio Malgozzo           |
| 54          | Vota Vermio                                              | 5 aprile 2012    | Milo Cotogno, Balia Bea, Vermio Malgozzo, Gnomo Martino         |
| 55          | Le ricette di Melevisione: Il panino coccodrillo         | 6 aprile 2012    | Cuoco Danilo, Vermio Malgozzo                                   |
| 56          | Medicine di strega                                       | 9 aprile 2012    | Milo Cotogno, Lupo Lucio, Strega Varana, Orco Manno             |
| 57          | La gatta dispettosa                                      | 10 aprile 2012   | Milo Cotogno, Lupo Lucio, Balia Bea, Gatta Sibilla              |
| 58          | Venditore di fumo                                        | 11 aprile 2012   | Milo Cotogno, Regina Odessa, Re Giglio, Vermio Malgozzo         |
| 59          | Pietre di strega                                         | 12 aprile 2012   | Lupo Lucio, Balia Bea, Strega Varana, Gatta Sibilla             |
| 60          | Le ricette di Melevisione: Una piovra stregale           | 15 aprile 2012   | Cuoco Danilo, Strega Varana                                     |
| 61          | Un lupo senza paura                                      | 16 aprile 2012   | Milo Cotogno, Lupo Lucio, Balia Bea, Orco Manno                 |
| 62          | La carta volante                                         | 17 aprile 2012   | Milo Cotogno, Fata Lina, Balia Bea, Strega Varana               |
| 63          | Re Vermio                                                | 18 aprile 2012   | Milo Cotogno, Re Giglio, Strega Varana, Vermio                  |
| 64          | La magica Miloviglia                                     | 19 aprile 2012   | Milo Cotogno, Lupo Lucio, Vermio Malgozzo, Orchessa Orchidea    |
| 65          | Le ricette di Melevisione: La zuppa degli orchi          | 20 aprile 2012   | Cuoco Danilo, Orchessa Orchidea                                 |
| 66          | Topo Torponio                                            | 23 aprile 2012   | Lupo Lucio, Balia Bea, Orchessa Orchidea, Gatta Sibilla         |
| 67          | I poteri della Strega                                    | 24 aprile 2012   | Lupo Lucio, Balia Bea, Strega Varana, Vermio Malgozzo           |
| 68          | La Gatta con gli stivali                                 | 25 aprile 2012   | Milo Cotogno, Strega Varana, Gnomo Martino, Gatta Sibilla       |
| 69          | Il desiderio di Shirin                                   | 26 aprile 2012   | Milo Cotogno, Regina Odessa, Orchidea, Shirin Scintilla         |
| 70          | Le ricette di Melevisione: Tartarughe per la strega      | 27 aprile 2012   | Cuoco Danilo, Strega Varana                                     |
| 71          | Un mostro d'acqua dolce                                  | 30 aprile 2012   | Milo Cotogno, Lupo Lucio, Shirin Scintilla, Gatta Sibilla       |
| 72          | Lo zoo di Grifo                                          | 1º maggio 2012   | Milo Cotogno, Lupo Lucio, Regina Odessa, Shirin Scintilla       |
| 73          | Vermio e il fagiolo magico                               | 2 maggio 2012    | Milo Cotogno, Vermio Malgozzo, Orco Manno, Shirin Scintilla     |
| 74          | Shirin la lupetta                                        | 3 maggio 2012    | Balia Bea, Lupo Lucio, Orchessa Orchidea, Shirin Scintilla      |
| 75          | Le ricette di Melevisione: Tre porcellini per Lupo Lucio | 4 maggio 2012    | Cuoco Danilo, Lupo Lucio                                        |
| 76          | L'incantesimo dell'acqua                                 | 7 maggio 2012    | Milo Cotogno, Lupo Lucio, Fata Lina, Gnomo Martino              |
| 77          | Sputapallin!                                             | 8 maggio 2012    | Milo Cotogno, Fata Lina, Strega Varana, Orco Manno              |
| 78          | Il rapimento di Radio Gufo                               | 9 maggio 2012    | Milo Cotogno, Re Giglio, Vermio Malgozzo, Gnomo Martino         |
| 79          | L'artiglio del drago                                     | 10 maggio 2012   | Lupo Lucio, Fata Lina, Strega Varana, Gatta Sibilla             |
| 80          | Le ricette di Melevisione: Trecce, chiocciole e panini   | 11 maggio 2012   | Cuoco Danilo, Shirin Scintilla                                  |
| 81          | La posta stregata                                        | 14 maggio 2012   | Fata Lina, Re Giglio, Strega Varana, Gnomo Martino              |
| 82          | Il cavaliere nero                                        | 15 maggio 2012   | Milo Cotogno, Fata Lina, Re Giglio, Vermio Malgozzo             |
| 83          | Un pipistrello per Sibilla                               | 16 maggio 2012   | Milo Cotogno, Fata Lina, Re Giglio, Gatta Sibilla               |
| 84          | Un perfetto nobilorco                                    | 17 maggio 2012   | Regina Odessa, Re Giglio, Balia Bea, Orco Manno                 |
| 85          | Le ricette di Melevisione: Sfida all'ultimo gnocco       | 18 maggio 2012   | Cuoco Danilo, Balia Bea                                         |
| 86          | Vermio sciupafiabe                                       | 21 maggio 2012   | Milo Cotogno, Fata Lina, Vermio Malgozzo, Orco Manno            |
| 87          | Il regalo del gigante                                    | 22 maggio 2012   | Milo Cotogno, Lupo Lucio, Orco Manno, Shirin Scintilla          |
| 88          | Un'opera d'arte fantapignosa                             | 23 maggio 2012   | Milo Cotogno, Regina Odessa, Fata Lina, Gnomo Martino           |
| 89          | Il Fantabosco di tutti                                   | 24 maggio 2012   | Milo Cotogno, Fata Lina, Re Giglio, Gatta Sibilla               |
| 90          | Le ricette di Melevisione: Le crêpes di Shirin           | 25 maggio 2012   | Cuoco Danilo, Shirin Scintilla                                  |
| 91          | La pietra di Mago Alabardo                               | 28 maggio 2012   | Milo Cotogno, Regina Odessa, Fata Lina, Vermio Malgozzo         |
| 92          | Erbe, fiabe e salsicce                                   | 29 maggio 2012   | Fata Lina, Re Giglio, Orchessa Orchidea, Shirin Scintilla       |
| 93          | Le Olimpignadi                                           | 30 maggio 2012   | Milo Cotogno, Fata Lina, Re Giglio, Orchessa Orchidea           |
| 94          | Gli esami di Shirin                                      | 31 maggio 2012   | Milo, Fata Lina, Orchessa Orchidea, Shirin Scintilla            |
| 95          | Le ricette di Melevisione: Le margherite di Balia Bea    | 1º giugno 2012   | Cuoco Danilo, Balia Bea                                         |
| 96          | Le amiche della Strega                                   | 4 giugno 2012    | Fata Lina, Strega Varana, Orchessa Orchidea, Shirin Scintilla   |
| 97          | Il vento contrario                                       | 5 giugno 2012    | Milo Cotogno, Fata Lina, Strega Varana, Orchessa Orchidea       |
| 98          | Il folletto di pietra                                    | 6 giugno 2012    | Milo Cotogno, Re Giglio, Strega Varana, Gnomo Martino           |
| 99          | Vacanze al Fantabosco!                                   | 7 giugno 2012    | Milo Cotogno, Regina Odessa, Strega Varana, Orco Manno          |
| 100         | Le ricette di Melevisione: Una spiaggia di cus-cus       | 8 giugno 2012    | Cuoco Danilo, Shirin Scintilla                                  |